# Reizianum
Reizianum (auch Reizianus) ist in der Verslehre ein griechischer Kurzvers, der einem akephalen 2. Pherekrateus entspricht. Das metrische Schema ist demnach:
◡—◡◡—◡
Er wurde von Gottfried Hermann seinem Lehrer Friedrich Wolfgang Reiz zu Ehren benannt und erscheint in der griechischen Lyrik (häufig bei Pindar) und im Drama.
Die als Reizianisches Kolon bezeichnete variantenreiche, aus meist drei Breve und zwei Longa Form erscheint in der lateinischen Dichtung vor allem als Klausel in den Cantica des Plautus. Die Grundform ist:
◡—×—◠.
In der metrischen Formelnotation wird das Kolon mit rc abgekürzt.
Mit vorangestelltem jambischem Dimeter bildet das Kolon den Reizianischen Vers (versus reizianus; abgekürzt rv):
◡—◡—ˌ◡—◡— ‖ ◡—×—◠